# Lijst van voetbalinterlands India - Myanmar
Deze lijst van voetbalinterlands is een overzicht van alle officiële voetbalinterlands tussen de nationale teams van India en Myanmar (voormalig Birma). De landen hebben tot nu toe 22 keer tegen elkaar gespeeld. De eerste ontmoeting, een vriendschappelijke wedstrijd, werd gespeeld in Colombo (Ceylon) op 1 december 1952. Het laatste duel, eveneens een vriendschappelijke  wedstrijd, werd gespeeld op 22 maart 2023 in Imphal.

## Wedstrijden
| №  | Plaats          | Datum            | Competitie                          | Wedstrijd       | Uitslag |
| -- | --------------- | ---------------- | ----------------------------------- | --------------- | ------- |
| 1  | Colombo         | 1 december 1952  | Vriendschappelijk                   | India − Birma   | 4 − 0   |
| 2  | Rangoon         | 1 december 1953  | Vriendschappelijk                   | Birma − India   | 2 − 4   |
| 3  | Calcutta        | 25 december 1954 | Vriendschappelijk                   | India − Birma   | 2 − 1   |
| 4  | Dhaka           | 1 december 1955  | Vriendschappelijk                   | India − Birma   | 2 − 1   |
| 5  | Tokio           | 26 mei 1958      | Aziatische Spelen 1958              | India − Birma   | 3 − 2   |
| 6  | Kuala Lumpur    | 6 september 1964 | Vriendschappelijk                   | India − Birma   | 0 − 1   |
| 7  | Kuala Lumpur    | 27 augustus 1965 | Vriendschappelijk                   | India − Birma   | 1 − 1   |
| 8  | Kuala Lumpur    | 28 augustus 1965 | Vriendschappelijk                   | India − Birma   | 1 − 1   |
| 9  | Rangoon         | 12 november 1967 | Azië Cup 1968 kwalificatie          | Birma − India   | 2 − 0   |
| 10 | Kuala Lumpur    | 18 augustus 1968 | Vriendschappelijk                   | India − Birma   | 3 − 1   |
| 11 | Kuala Lumpur    | 1 november 1969  | Vriendschappelijk                   | India − Birma   | 0 − 6   |
| 12 | Kuala Lumpur    | 3 augustus 1970  | Vriendschappelijk                   | India − Birma   | 0 − 2   |
| 13 | Bangkok         | 18 december 1970 | Aziatische Spelen 1970              | Birma − India   | 2 − 0   |
| 14 | Kuala Lumpur    | 6 augustus 1971  | Vriendschappelijk                   | India − Birma   | 1 − 9   |
| 15 | Kuala Lumpur    | 13 augustus 1976 | Vriendschappelijk                   | India − Birma   | 2 − 2   |
| 16 | Rangoon         | 30 juni 1986     | Vriendschappelijk                   | Birma − India   | 3 − 1   |
| 17 | Ho Chi Minhstad | 22 augustus 2004 | Vriendschappelijk                   | India − Myanmar | 2 − 1   |
| 18 | Haiderabad      | 7 augustus 2008  | AFC Challenge Cup 2008              | India − Myanmar | 1 − 0   |
| 19 | Rangoon         | 6 maart 2013     | AFC Challenge Cup 2014 kwalificatie | Myanmar − India | 1 − 0   |
| 20 | Rangoon         | 28 maart 2017    | Azië Cup 2019 kwalificatie          | Myanmar − India | 0 − 1   |
| 21 | Margao          | 14 november 2017 | Azië Cup 2019 kwalificatie          | India − Myanmar | 2 − 2   |
| 22 | Imphal          | 22 maart 2023    | Vriendschappelijk                   | India − Myanmar | 1 − 0   |

```
maart 
```

## Samenvatting
| Competitie                     | Totaal gespeeld | Winst India | Gelijk | Winst Myanmar | Doelsaldo India – Myanmar |
| ------------------------------ | --------------- | ----------- | ------ | ------------- | ------------------------- |
| Azië Cup-kwalificatie          | 3               | 1           | 1      | 1             | 3 − 4                     |
| AFC Challenge Cup              | 1               | 1           | 0      | 0             | 1 − 0                     |
| AFC Challenge Cup-kwalificatie | 1               | 0           | 0      | 1             | 0 − 1                     |
| Aziatische Spelen              | 2               | 1           | 0      | 1             | 3 − 4                     |
| Vriendschappelijk              | 15              | 7           | 3      | 5             | 24 − 31                   |
| Totaal                         | 22              | 10          | 4      | 8             | 31 − 40                   |

AIFF · A-Internationals · Bondscoaches · Statistieken · Olympisch elftal · Indiaas vrouwenelftal · India U21 · India U20 · India U19 · India U18 · India U17
1930 – 1949 · 
1950 – 1959 · 
1960 – 1969 · 
1970 – 1979 · 
1980 – 1989 · 
1990 – 1999 · 
2000 – 2009 · 
2010 – 2019 ·
2020 − 2029
Afghanistan ·
Argentinië ·
Australië ·
Azerbeidzjan · 
Bahrein ·
Bangladesh ·
Bhutan ·
Brunei ·
Cambodja ·
China ·
Curaçao ·
Fiji ·
Filipijnen ·
Finland ·
Ghana ·
Guam ·
Guyana ·
Hongarije ·
Hongkong ·
IJsland ·
Indonesië ·
Irak ·
Iran ·
Israël ·
Jamaica ·
Japan ·
Jemen ·
Jordanië ·
Kameroen ·
Kenia ·
Kirgizië ·
Koeweit ·
Laos ·
Libanon ·
Macau ·
Malediven ·
Maleisië ·
Marokko ·
Mauritius ·
Mongolië ·
Myanmar ·
Namibië ·
Nepal ·
Nieuw-Zeeland ·
Noord-Korea ·
Oezbekistan ·
Oman ·
Pakistan ·
Palestina ·
Peru ·
Polen ·
Puerto Rico ·
Qatar ·
Saint Kitts en Nevis ·
Saoedi-Arabië ·
Singapore ·
Sovjet-Unie ·
Sri Lanka ·
Suriname ·
Syrië ·
Tadzjikistan ·
Taiwan ·
Thailand ·
Trinidad en Tobago ·
Turkmenistan ·
Uruguay ·
Vanuatu ·
Verenigde Arabische Emiraten ·
Vietnam ·
Wit-Rusland ·
Zambia ·
Zuid-Korea ·
Zuid-Vietnam
MFF · 
A-internationals · 
Myanmarees vrouwenelftal
1951 – 1959 · 
1960 – 1969 · 
1970 – 1979 · 
1980 – 1989 · 
1990 – 1999 · 
2000 – 2009 · 
2010 – 2019 ·
2020 − 2029
Bahrein ·
Bangladesh ·
Bolivia ·
Brunei ·
Burundi ·
Cambodja ·
China ·
DDR ·
Filipijnen ·
Guam ·
Hongkong ·
India ·
Indonesië ·
Irak ·
Iran ·
Israël ·
Japan ·
Kirgizië ·
Koeweit ·
Laos ·
Lesotho ·
Libanon ·
Libië ·
Luxemburg ·
Macau ·
Malediven ·
Maleisië ·
Marokko ·
Mongolië ·
Nepal ·
Nieuw-Zeeland ·
Noord-Korea ·
Oman ·
Oost-Timor ·
Pakistan ·
Palestina ·
Qatar ·
Singapore ·
Sri Lanka ·
Syrië ·
Tadzjikistan ·
Taiwan ·
Thailand ·
Turkmenistan ·
Verenigde Arabische Emiraten ·
Vietnam ·
Zuid-Korea ·
Zuid-Vietnam